# Peter Fratzscher
Peter Fratzscher (* 1. Juli 1950 in Kassel) ist ein deutscher Film- und Fernsehregisseur.

## Leben
Fratzscher studierte Germanistik und Philosophie in Frankfurt/Main, danach von 1971 bis 1974 an der Hochschule für Fernsehen und Film in München. Er arbeitete erst als Regieassistent, Action-Regisseur, Filmeditor und Ko-Regisseur. Sein erster eigener Film war 1974 Vergiss es (mit Martin Gies). Hauptsächlich ist er als Regisseur für Krimiserien wie Der Fahnder oder Tatort tätig.
Fratzscher ist Mitglied im Bundesverband Regie.

## Auszeichnungen
- 1998 Civis – Europas Medienpreis für Integration

## Filmografie (Auswahl)

### Filme
- 1980: Panische Zeiten
- 1980: Asphaltnacht
- 1985: André schafft sie alle
- 1998: Sieben Monde

### Tatort
- 1997: Tatort: Liebe, Sex, Tod
- 1998: Tatort: In der Falle
- 1999: Tatort: Starkbier
- 2000: Tatort: Einmal täglich
- 2002: Tatort: Der Fremdwohner
- 2002: Tatort: Schlaf, Kindlein, schlaf
- 2003: Tatort: Im Visier
- 2006: Tatort: Liebe macht blind
- 2007: Tatort: Der Finger
- 2009: Tatort: Um jeden Preis
- 2011: Tatort: Jagdzeit

### Serien (verschiedene Folgen)
- Auf Achse
- Operation Phoenix – Jäger zwischen den Welten
- Das Duo
- Der Ermittler
- Der Fahnder
- Der Staatsanwalt
- Ein Fall für zwei
- Stahlkammer Zürich
- Wolffs Revier